# Joseph Barber Lightfoot
Joseph Barber Lightfoot (* 13. April 1828 in Liverpool; † 21. Dezember 1889 in Bournemouth) war ein britischer Theologe und anglikanischer Bischof von Durham.
Lightfoot war Mitglied des Trinity College der Cambridge University. 1861 wurde er Hulsean professor of divinity und 1875 Lady Margaret professor in Cambridge.
1879 wurde er Bischof in Durham. Sein Freund Brooke Foss Westcott, mit dem er neue Methoden der Bibelforschung entwickelte, wurde sein Nachfolger.

## Familie
Lightfoot war der Neffe der Künstler Joseph Vincent Barber und Charles Vincent Barber und Enkel des Künstlers und Gründungsmitglied der Birmingham School of Art, Joseph Barber und Urenkel des Begründers von Newcastle’s erster Bibliothek, Joseph Barber, dessen Grab in der Newcastle Cathedral liegt. 

## Werke (Auswahl)
- The Apostolic Fathers / S. Clement of Rome / A revised text with Introductions, notes, dissertations, and translations by Joseph Barber Lightfoot. Hildesheim: Georg Olms Verlag, 1973.
- The Apostolic Fathers : Clement, Ignatius, and Polycarp : revised text with introductions, notes, dissertations, and translations. / Joseph Barber Lightfoot. Grand Rapids, Mich.: Baker Book House, 1981.
- St. Paul's Epistle to the Philippians : a revised text with introduction, notes and dissertations / Joseph Barber Lightfoot. Grand Rapids, Mich.: Zondervan Pub. House, 1953.
- Notes on the epistles of St Paul (I and II Thessalonians, I Corinthians 1 - 7, Romans 1 - 7, Ephesians 1:1 - 14) / J. B. Lightfoot. Repr. from the 1885 ed.	Grand Rapids, Mich.: Zondervan, 1957.
- Sermons preached in St. Paul's Cathedral. London ; New York: Macmillan, 1891.
- The apostolic fathers : Greek texts and English translation of their writings. / Holmes Michael William.; Joseph Barber Lightfoot; J R Harmer. 2nd ed. Grand Rapids, Mich.: Baker Book House, 1992. 3rd. ed. 2007.
- Essays on the work entitled Supernatural religion. London: Macmillan, 1889.